# Amphiesmenoptera
Amphiesmenoptera (лат., от др.-греч. ἀμφιεσομένης πτέρυξ — одетое крыло; покрытокрылые) — надотряд насекомых с полным превращением, объединяющих чешуекрылых (Lepidoptera) и ручейников (Trichoptera). Группа, вероятно, сформировалась в юрском периоде, дивергировав от вымерших Necrotaulidae. Предковыми Amphiesmenoptera считаются также Protomeropidae, существовавшие в пермском периоде.

## Строение
Эти отряды имеют ряд общих специализированных черт строения (синапоморфий), доказывающих их происхождение от ближайшего предка, общего только для них, но не для каких иных отрядов насекомых:
1. Самки, а не самцы, гетерогаметны (то есть их половые хромосомы непарные).
2. Крылья густо покрыты чешуевидными или волосовидными щетинками.
3. Характерное жилкование передних крыльев (двойная петля на анальной жилке).
4. Слюнные железы личинок преобразованы в шелкоотделительные, а на ротовых придатках имеется прядильный сосочек, на вершине которого происходит отделение шелка (то же у прочих Panzygothoraca). Чешуекрылые отличаются от ручейников по ряду особенностей, включая жилкование крыльев, форму крыловых чешуек, утрату церок и медиального глазка, и строение ног[2].

## Систематическое положение
Таксон Amphiesmenoptera сближают с отрядами скорпионниц (Mecoptera), блох (Aphaniptera) и двукрылых (Diptera), объединяя эти четыре группы в таксон Panmecoptera Crampton, 1924 (=Panorpiodea sensu Handlirsch, 1903). Более поздние гипотезы объединяют четыре вышеназванных отряда с веерокрылыми в таксон Mecopterida Whiting et al., 1997 (=Panorpida sensu Grimaldi et Engel, 2005) либо с перепончатокрылыми — таксон Panzygothoraca Kluge, 2004.